# Maria Isabel a Portugaliei
Maria Isabel a Portugaliei (Maria Isabel Francisca; 19 mai 1797 – 26 decembrie 1818) a fost infantă a Portugaliei și mai târziu regină a Spaniei ca a doua soție a regelui Ferdinand al VII-lea al Spaniei.
1. ↑  Diccionario biográfico español
2. 1 2  The Peerage